# دوسر طوشي
الدوسر الطوشي[بحاجة لمصدر] (الاسم العلمي: Aegilops tauschii) نوع نباتي يتبع جنس الدوسر من الفصيلة النجيلية. 
سمي على اسم عالم النبات طوش (باللاتينية: Tausch).

## البيئة والانتشار
موطنه بلاد الشام وتركيا والقوقاز.

## مرادفات للاسم العلمي
- (باللاتينية: Patropyrum tauschii (Coss.) Á. Löve)
- (باللاتينية: Triticum tauschii (Coss.) Schmalh.)